# Петроковская губерния
Петроковская губерния (пол. Gubernia piotrkowska) — губерния Царства Польского и Российской империи (1867—1917). Губернский город — Петроков.

## История
Губерния образована в 1867 году из частей Варшавской, Калишской и Келецкой губерний. Площадь — 10 810 вёрст². Реки Петроковской губернии относятся к бассейнам Вислы (Пилица) и Одры (Варта, а также другие). Крупные города — Лодзь, Ченстохова, Петроков.

## Административное деление
С 1867 по 1917 год в состав губернии входило 8 уездов:
| № | Уезд          | Уездный город             | Площадь, вёрст² | Население (1897), чел. |
| - | ------------- | ------------------------- | --------------- | ---------------------- |
| 1 | Бендинский    | Бендин (23 757 чел.)      | 1 200,6         | 244 433                |
| 2 | Брезинский    | Брезины (7 648 чел.)      | 981,6           | 99 625                 |
| 3 | Лаский        | Ласк (4 229 чел.)         | 1 232,7         | 117 685                |
| 4 | Лодзинский    | Лодзь (314 020 чел.)      | 825,1           | 430 305                |
| 5 | Новорадомский | Новорадомск (12 392 чел.) | 1 856,8         | 129 839                |
| 6 | Петроковский  | Петроков (31 182 чел.)    | 1 834,3         | 153 687                |
| 7 | Равский       | Рава (6 412 чел.)         | 1 141,4         | 69 573                 |
| 8 | Ченстоховский | Ченстохов (45 045 чел.)   | 1 690,9         | 158 754                |

## Руководство губернии

### Губернаторы
| Ф. И. О.                         | Титул, чин, звание               | Время замещения должности |
| -------------------------------- | -------------------------------- | ------------------------- |
| Каханов Иван Семёнович           | генерал-лейтенант                | 01.01.1867—14.01.1884     |
| Зиновьев Николай Алексеевич      | действительный статский советник | 16.02.1884—05.02.1887     |
| Комаров Александр Владимирович   | генерал-лейтенант                | 12.03.1887—21.02.1890     |
| Миллер Константин Константинович | тайный советник                  | 21.02.1890—10.10.1904     |
| Арцимович Михаил Викторович      | действительный статский советник | 10.10.1904—13.01.1906     |
| Эссен Антон Оттович фон          | действительный статский советник | 13.01.1906—28.02.1911     |
| Яневский Михаил Эдуардович       | действительный статский советник | 28.02.1911—1917           |

### Вице-губернаторы
| Ф. И. О.                               | Титул, чин, звание                                 | Время замещения должности |
| -------------------------------------- | -------------------------------------------------- | ------------------------- |
| Превлоцкий Владимир Александрович      | действительный статский советник                   | 01.01.1867—04.02.1872     |
| Эссен Рейнгольд Васильевич             | действительный статский советник                   | 10.03.1872—10.11.1883     |
| Тхоржевский Владимир Филиппович        | действительный статский советник                   | 24.11.1883—06.06.1885     |
| Солнцев Александр Андреевич            | статский советник (к месту служения не прибывал)   | 06.06.1885—04.07.1885     |
| Подгородников Иван Григорьевич         | действительный статский советник (тайный советник) | 04.07.1885—26.02.1891     |
| Михалевич Матвей Викторович            | статский советник                                  | 16.01.1892—03.12.1892     |
| Озеров Борис Александрович             | камергер, действительный статский советник         | 03.12.1892—01.07.1899     |
| Лидерс-Веймарн Александр Александрович | граф, статский советник                            | 21.07.1899—20.09.1902     |
| Рейнгард Иван Александрович            | полковник                                          | 23.10.1902—24.09.1905     |
| Фортвенглер Фёдор Эрастович            | подполковник (генерал-майор)                       | 24.09.1905—1917           |

### Начальники Петроковского губернского жандармского управления
- 1910-1911 Беклемишев, Василий Андреевич (1864—1911).

## Население

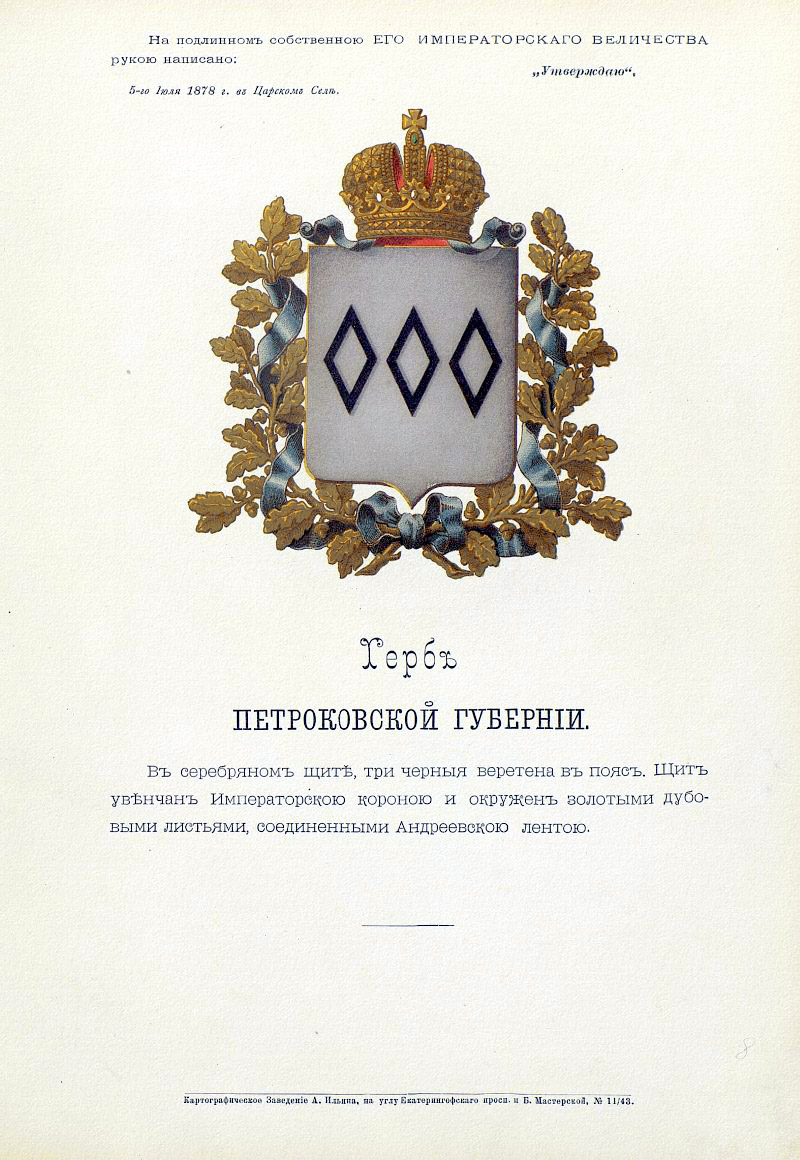
Герб губернии c официальным описанием, утверждённый Александром II (1878)

Национальный состав в 1897 году:
| Уезд             | поляки | евреи  | немцы  | русские | чехи  |
| ---------------- | ------ | ------ | ------ | ------- | ----- |
| Губерния в целом | 72,1 % | 15,2 % | 10,6 % | 1,4 %   | …     |
| Бендинский       | 86,2 % | 10,4 % | 1,6 %  | 1,0 %   | …     |
| Брезинский       | 64,8 % | 19,4 % | 14,4 % | 1,0 %   | …     |
| Лаский           | 74,2 % | 10,8 % | 12,3 % | …       | 2,4 % |
| Лодзинский       | 51,7 % | 23,5 % | 22,6 % | 1,7 %   | …     |
| Новорадомский    | 88,8 % | 8,2 %  | 2,3 %  | …       | …     |
| Петроковский     | 78,3 % | 11,9 % | 7,2 %  | 1,8 %   | …     |
| Равский          | 84,7 % | 10,4 % | 3,7 %  | 1,1 %   | …     |
| Ченстоховский    | 83,3 % | 11,9 % | 1,3 %  | 2,5 %   | …     |

### Религия
- Католики — 1 023 200
- Иудеи — 222 558
- Лютеране — 131 398
- Православные и единоверцы— 22 251
- Реформаты — 2758
- Баптисты — 1021
- Магометане — 311
- Всего — 1 403 901[3]